# Esad Karađozović
Esad Karađozović (Sarajevo, 28. studenoga 1918. – 1945.?), bosanskohercegovački muslimanski aktivist i islamist. Osnivač Mladih muslimana. Ideolog neoosmanizma i novih islamističkih osvajanja.

## Životopis
Rođen u Sarajevu od roditelja Ademage i Šerife. Iz ugledne pobožne obitelji izrazito islamski obojene. Otac Ademaga, poznati sufija, poznat po prepjevu popularne derviške ilahiju "Zašto ječiš moj dolape?!". Djed Murtez ef. Karađozević bio je drugi po redu muftija crnogorskih muslimana. Nakon završene osnovne jednu je godinu Esad bio u Gazi Husref-begovoj medresi, nakon čega tijekom druge godine prešao je u Prvu mušku realnu gimnaziju na kojoj je maturirao 1939. godine. U gimnaziji je osobito prijateljevao s Asafom Serdarevićem, Eminom Granovim, Husref m Bašagićem i Avdom Sidranom. Jeseni 1939. godine otišli su studirati u Beograd. Karađozović je upisao medicinu. Nakon izbijanja rata vratio se u rodni grad proljeća 1941. godine. U MKD ”Trezvenost” u Sarajevu okupljala se mladomuslimanska omladina, a Karađozović je zadrti bio propagator islama kao načina života. Inzistirao je na druženjima pod okriljem islamskih vrijednosti. Glavni inicijator i inspirator takvih druženja, su druženja u Udruženjima ilmije “El Hidaje” i Udruženjima zanatlija “Hurijet”. Nastojao je da se muslimani po odjeći razlikuju od drugih, a nije niti dopuštao rukovanje mladića s djevojkama. Zalagao se za pomaganje muhadžirima (spašenih iz iz četničkog okruženja, smještaj i zbrinjavanje pristiglih, pomoć onima koji se vraćaju u područja otkamo su protjerani od strane četnika), ali je isticao to samo kao trenutnu zadaću, dok je cilj organizacije mnogo ambiciozniji i dalekosežniji. Tijekom studija prokomunistički studenti zaprijetili su mu da ako dođu na vlast da će ga isjeći na komadiće. To je imao na umu zbog čega nije htio biti u rodnom gradu u slučaju ulaska partizana. Tijekom studija oženio je kolegicu. Dva tjedna poslije vjenčanja mobiliziran je u Hrvatsko domobranstvo i poslan na Romaniju u Sokolac. Posljednji nadnevak u studentskom indeksu je 8. kolovoza 1944. godine. U Sokocu je bio vojni liječnik pri sanitetskoj službi domobranske vojske. Zarazio se trbušnim tifusom pa su ga vratili u Sarajevo na liječenje. Pretkraj rata pokušao se povući iz područja pod nadzorom komunističke vojske. Kao pripadnik saniteta pokušao je otići na Zapad. Dok se povlačio skriven u masi hrvatskih civila koja se povlačila prema Austriji, kod Murske Sobote blizu granice gubi mu se svaki trag nakon zrakoplovnog napada. Nije mu poznata daljnja sudbina. Kružile su da je u Egiptu i da se ondje bavi mladomuslimanskim aktivnostima, ali se nije javljao. Dugo je živjela vjera da je živ. Prema kasnijim saznanjima, čini se da je najvjerojatnije ubijen u bleiburškom pokolju.

## Vanjske poveznice
- (srp.) Mladi Muslimani Esad Karađozović: Čovjeka trebamo